# La tierra prometida (película de 1972)
La tierra prometida es una película chilena de 1972, con guion y dirección de Miguel Littín. Fue estrenada en 1991 debido al Golpe militar de 1973 que impidió terminar su producción en Chile, siendo terminada por Littín en Cuba con la colaboración del Instituto Cubano de Arte e Industria Cinematográficos.
Se destaca la actuación de Nelson Villagra y Marcelo Gaete como actores protagónicos. En la música participa Inti Illimani y Ángel Parra, cuyo dirección estuvo a cargo de Luis Advis.

## Argumento
Hacia fines de 1920 son miles los campesinos afectados por la crisis económica que atraviesa Chile, a los que se le suman los obreros del salitre desplazados de las oficinas del norte que producto de la Crisis de 1929, habían cerrado. Estos desposeídos vagan por los campos del sur de Chile en busca por un lugar donde asentarse. El traje cruzado (Marcelo Gaete) es un desplazado del norte (quien siempre cuenta que caminó junto a Luis Emilio Recabarren), quien comienza a hablar con José Durán (Nelson Villagra) sobre la revolución, la organización y el derecho de los campesinos de ocupar tierras fiscales para trabajarlas. Así, cientos de campesinos van en busca de unas tierras para comenzar una nueva vida.
Finalmente llegan a la zona de Palmilla. Ahí bajo la dirección de José Durán fundan un pueblo en el que los campesinos repartirán las cosechas y las ganancias de su trabajo.
En el intertanto ha caído la dictadura de Carlos Ibáñez del Campo (1931) y la tierra comienza a dar sus frutos. El nuevo presidente de Chile es Juan Esteban Montero, quien llega al poder a restablecer la normalidad institucional después de 4 años de dictadura. El 4 de junio de 1932, el Comandante en Jefe de la Fuerza Aérea, Marmaduque Grove, junto a Eugenio Matte Hurtado, Arturo Puga, Carlos Dávila y otros conspiradores, se alzaron contra el gobierno de Montero e instauraron la República Socialista de Chile. Esta noticia llegó a los campesinos de Palmilla que veían como sus anhelos revolucionarios se cumplían. Luego de 2 días de celebración, José Durán plantea que ellos deben garantizar que la revolución socialista llegue a todos los campesinos y explotados, y que no estarán seguros mientras los patrones sigan teniendo el poder, por lo que se arman y parten a El Huique a ocupar la alcaldía y sumar a los pobres y explotados de la provincia. En el viaje tardaron varios días, debido a una nevada que les impide el paso. A su llegada a El Huique son acompañados por cientos de campesinos que se les han sumado en el camino, lo que les facilita ocupar la alcaldía del pueblo. Los días pasan y comienzan a entregar la tierra entre los campesinos y a enseñarles el mensaje de igualdad del socialismo y de cómo ellos han tenido éxito en Palmilla debido al trabajo colectivo de la tierra.
Sin embargo la situación nacional ha cambiado hace tiempo, la República Socialista había durado sólo 12 días, siendo destituidos por Carlos Dávila, quien mantuvo el nombre de socialista, para no perder el apoyo del pueblo, mientras los hermanos Grove y Eugenio Matte se encuentran relegados en Isla de Pascua. La presión popular hará fracasar al gobierno personalista de Dávila, quien entrega el poder y en las elecciones convocadas sale electo Arturo Alessandri Palma.
Los poderosos de El Huique han pedido la intervención del gobierno, los que han enviado al cuerpo de Carabineros a desalojar a los campesinos de la alcaldía, quienes se niegan a entregarse pacifícamente saliendo en medio de los disparos de los uniformados, cayendo muerto Juan de Dios, uno de los líderes de Palmilla. 
Al llegar a Palmilla, son notificados que deben abandonar las tierras ya que pertenecen al hacendado de El Huique, instigados por José Durán y Mercedes (Shenda Román) se resisten desatándose un nuevo enfrentamiento, donde uno a uno los campesinos van cayendo, finalmente José es ejecutado en medio de las ruinas de Palmilla.
La película es narrada por un testigo de los acontecimientos con más de 40 años de distancia con los hechos, por lo que Littín utiliza al relator para mostrar algunos elementos inconexos como el relato que hace de la llegada del avión rojo (septiembre de 1930) a Palmilla para anunciar la instauración de la República Socialista (junio de 1931), así como para incluir la religiosidad popular cuando señala que la virgen esta con ellos en su deseo de una tierra para trabajarla y luego cuando esta le señala a José Durán que ayudará a que se cumpla la voluntad de los campesinos al quitar la nieve para que puedan continuar a El Huique. Mientras que el narrador señala que cuando ellos son desalojados de la alcaldía, la cara de la virgen ya no es la misma "es como si fuera otra", señala, en clara alusión a que ella los ha abandonado y apoya a los poderosos y enemigos de los campesinos, ya que en las demás escenas, cuando los campesinos son masacrados ella siempre está con el hacendado. En la escena final, una virgen semidesnuda y ensangrentada acompaña a José Durán en sus últimos segundos de vida.

## Elenco
- Nelson Villagra -  como José Durán
- Marcelo Gaete - como el traje cruzado
- Rafael Benavente - como hacendado Fernando Errázuriz Zañartú
- Shenda Román - como Mercedes
- Pedro Manuel Álvarez
- Carmen Bueno
- Mireya Kulczewsky - como Virgen del Carmen
- Aníbal Reyna - como Juan de Dios
- Marcial Sepulveda
- Gerardo Werner
- María Castiglioni
- Gabriel Peña
- Sergio Hernández - como piloto del avión rojo
- Paz Irarrázabal
- Roberto Parada - como sacerdote y hombre en la escalera
- Sara Astica
- Rubén Sotoconil
- Hugo Medina - como Campesino

## Banda sonora
La música está dirigida por el compositor chileno Luis Advis, y entre los intérpretes destacan la banda Inti Illimani y el cantautor Ángel Parra, participando además Vida Antezana, Quinteto Hindemith, el Coro Juventudes Revolucionarias y Violeta Ludwig (autora junto con Huamarí de Oratorio de los trabajadores, álbum lanzado el mismo año).